# Gustav Elger
Gustav Elger (bürgerlich Gustav Zillinger; * 1908; † 1991) war ein österreichischer Schauspieler.

## Leben
Elger war am Renaissance-Theater in Berlin, während des Zweiten Weltkrieges am Deutschen Theater Prag und danach an der Insel in der Komödie in Wien sowie am Salzburger Landestheater.

## Filmographie
- 1952: Abenteuer im Schloss
- 1957: Der Verschwender
- 1957: Baccus
- 1958: Hoch klingt der Radetzkymarsch
- 1960: Die Träume von Schale und Kern
- 1962: Julia, du bist zauberhaft
- 1963: Ist Geraldine ein Engel?
- 1963: Charleys Tante
- 1965: Radetzkymarsch
- 1965: Dreimal Hochzeit
- 1965: Der Tag danach
- 1966: Zwei Girls vom Roten Stern
- 1966: Donaugeschichten (Fernsehserie, 1 Folge)
- 1966: Luftkreuz Südost (Fernsehserie, 2 Folgen)
- 1968: Funkstreife XY – ich pfeif’ auf mein Leben
- 1971: Omer Pascha
- 1971: Kaiser Karls letzte Schlacht
- 1974: Hallo – Hotel Sacher … Portier! (Fernsehserie, 1 Folge)
- 1977: Kim & Co.
- 1980: Maria Theresia
- 1982: Mozart – Das wahre Leben des genialen Künstlers
- 1987: Minna von Barnhelm